# آنتس-انو لوهموس
آنتس-انو لوهموس (استونیایی: Ants-Enno Lõhmus؛ زادهٔ ۱۷ مارس ۱۹۳۶) سیاستمدار و نماینده سابق اهل استونی است.